# Гласилкова съгласна
Гласѝлковите съгласни (глотални) представляват съгласни звукове, чието учленение се извършва посредством гласните струни (гласилки) или glottis в човешкия гръклян (ларинкс). При тях задната част на езика не участва. Някои езиковеди ги разглеждат, или поне т.нар. гласилкови проходни съгласни, като преходен облик на самите гласни връзки, нямайки нарочно място на артикулация като при останалите съгласни. Други учени въобще не ги разглеждат като съгласни звукове. Въпреки това, гласилковите звукове се приемат в повечето езици като обичайни съгласни. Например в арабския език, повечето речникови думи произлизат от корена C-C-C, съставен от 3 съгласни, поставени в различни оградени с гласни шаблони като /CaːCiC/ или /maCCuːC/. Гласилковите съгласни /h/ и /ʔ/ могат да заемат всяко от горепосочените 3 коренни гнезда, също като по-обичайните съгласни /k/ или /n/.
| МФА | Описание                                  | Пример   | Пример   | Пример      | Пример   |
| МФА | Описание                                  | Език     | Правопис | МФА (Звук)  | Значение |
| --- | ----------------------------------------- | -------- | -------- | ----------- | -------- |
| ʔ   | беззвучна гласилкова преградна            | хавайски | ‘окина   | [ʔo.ˈki.na] | ʻOkina   |
| ɦ   | звучна (придихателна) гласилкова проходна | чешки    | Praha    | [ˈpra.ɦa]   | Прага    |
| h   | беззвучна гласилкова проходна             | англ.    | hat      | [ˈhæt]      | шапка    |

## Особености
В много езици проходните съгласни не са същински проходни (търкави). Вместо това, те представят преходен облик на гласилките (фонация), без нарочно място (неподвижен учленител) на артикулация. Понякога звучат като приблизителни. [h] представлява беззвучен преход на гласилките, докато [ɦ] е придихателен преход и би могло да бъде записана чрез прибавяне на диакритическия знак за придихателност към буквения знак [ h̤ ].
Понеже гласилките винаги са затворени при учленение на гласилковата преградна съгласна, то тя не може да бъде звучна. Т.нар. гласилкови преградни не са същински преградни съгласни, а по-скоро може да бъдат записани със знака за пониженост към буквения символ [ ʔ̞ ]. В гими езика се прави разграничение между /ʔ/ и /ʔ̞/.